# Entierro en Ornans
Entierro en Ornans (en francés, Un enterrement à Ornans) es uno de los cuadros más conocidos del pintor francés Gustave Courbet. Está realizado al óleo sobre tela. Mide 315 cm de alto y 668 cm de ancho. Fue pintado en 1849, encontrándose actualmente en el Museo de Orsay, de París, Francia. 
La pintura fue presentada en el Salón de 1850, provocando un escándalo, ya que se había dado el tratamiento, en formato y estilo, de una pintura de historia a lo que no era sino un episodio banal, un entierro de pueblo, es decir, una escena de género. Esta pintura marcó el nacimiento del verdadero realismo.

## Contexto histórico
Courbet realizó el Entierro en Ornans en el año 1849, un período tan crucial en la historia de Francia como para la historia del arte moderno. Luis Felipe I de Francia fue depuesto en 1848 y pocos meses después Luis Napoleón Bonaparte, futuro Napoleón III, fue escogido presidente de la Segunda República Francesa.
En 1852, especialmente durante la Revolución industrial, los impulsos espirituales de los románticos se quedan obsoletos delante el rápido desarrollo de las técnicas de producción y el surgimiento de una nueva sociedad. Se forman, entonces, dos clases sociales paralelas con aspiraciones contrarias: la burguesía se convierte en la clase dominante, y tiende a imponer su política y moral, mientras que la clase obrera trata de expresar sus peticiones. Los intelectuales empezaron a desarrollar los fundamentos de la doctrina socialista como Karl Marx y Pierre-Joseph Proudhon (que era amigo de Courbet y el retrato del mismo lo había pintado en 1865). En este contexto social, los artistas no están necesariamente junto a la clase trabajadora y su lucha (Courbet participará con la Comuna de París solamente en 1871), pero está en contra de la burguesía que rechaza las nuevas formas del arte. El artista verdaderamente innovador, tiende a aislarse y marginarse en sí mismo, después de la forma de vida bohemia y libre de los artistas románticos, a finales del siglo XIX aparece la imagen del artista maldito, que no está al servicio de las instituciones y de los poderosos como antes, y que sólo lo entiende una pequeña élite intelectual y artística.

## Clasificación de la obra
En esta su obra maestra, Courbet transmite con el máximo realismo posible un funeral - posiblemente el de su propio abuelo materno, republicano convencido, a familia del pintor. Incluso un perro perdiguero no quiere perderse el evento y se presenta en primer plano. Por comentarios del propio pintor sabemos que toda la población de Ornans, pequeña población cercana a Besançon y pueblo natal del pintor. quiso posar para el cuadro, resultando un conjunto de 46 personas a tamaño natural representados con enormes dosis de veracidad Se puede decir que esta obra es un panfleto del nuevo estilo artístico defendido por Courbet considerado como un arte científico, naturalista, anticlásico, antirromántico, antiacadémico, progresista y social, cuya única fuente debía ser la observación directa del natural. Las figuras forman un grupo compacto y se recortan sobre las planas montañas de la localidad, representadas en diversas actitudes y posturas, siendo una de las mejores galerías de retratos de la historia del arte. 
La expresión de los rostros que no provocan ningún sentimiento de dolor entre los asistentes. La muerte no ha producido en estos hombres el dolor, la angustia, sino que la viven como un hecho cotidiano.
Toma como modelos a sus padres, hermanos y amigos, y a varios habitantes de aquella localidad, y los reúne en un retrato colectivo, justamente en el momento en que se va a realizar la colocación del féretro en el hoyo que aparece en el centro de la parte inferior del cuadro, invadiendo el espacio del espectador.

### La religión y la muerte

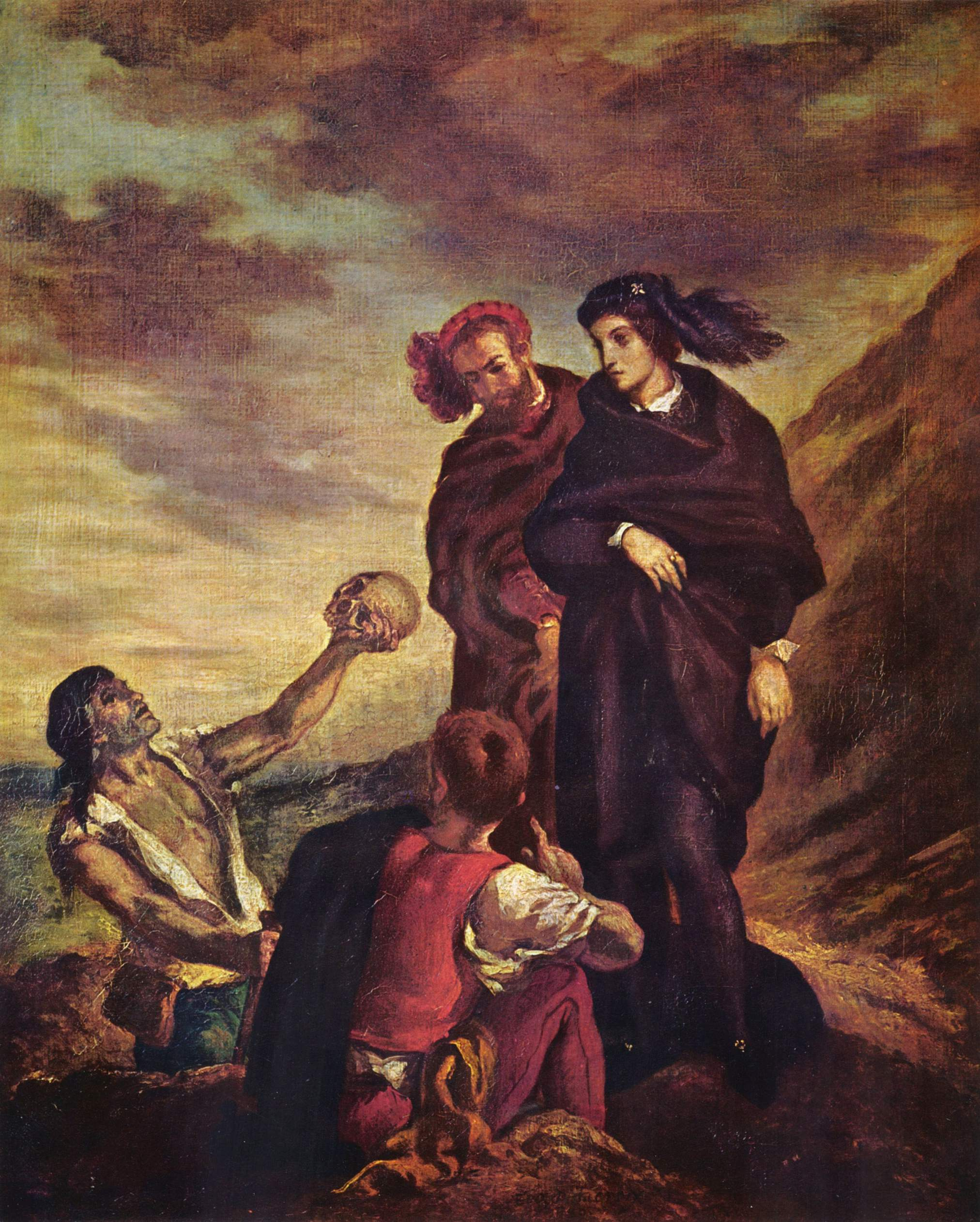
Hamlet y Horacio en el cementerio de Delacroix donde muestra un cráneo simbólico.

En el Entierro en Ornans se mezclan los temas de la muerte y de la religión mediante el entierro: un rito funerario ocupa un lugar fundamental en el dolor de la comunidad de una población. Más allá del rito religioso, el universo de la obra está cargado de símbolos relacionados con la religión y la muerte:
En los Evangelios se dice que «durante la agonía de Cristo, la tierra tembló», Courbet ha representado un cráneo en la pintura en la parte derecha de la fosa. Se encuentra esta representación del cráneo simbólico también en Hamlet et Horatorio au cimetière, pintado por Delacroix en 1839, o sea solamente diez años antes. Esta misma calavera, huesos en cruz y las lágrimas en la tela mortuoria que cubre el sarcófago, significa «renacer a una nueva vida». De hecho, este es el mundo de la francmasonería y Courbet hace una clara alusión a la tradición masónica sorda y secreta de Ornans.[cita requerida]

## Descripción
El soporte es una tela que mide 3,24 metros de alto por 6,63 metros de ancho. Está pintado al óleo.
Es una composición cerrada. La composición viene determinada por las figuras representadas de pie a tamaño natural que están dispuestas horizontalmente, a modo de friso, imitando los sarcófagos de la antigüedad romana. El friso que forman los personajes, mostrando una isocefalia, sigue la misma ondulación rítmica que la montaña del Jura, que sirve de fondo y que era el paisaje auténtico de Ornans. Los personajes están puestos sin ningún tipo de jerarquía, pero las mujeres se mantienen separadas de los hombres a la derecha; entre ellas se encuentran las hermanas del pintor: Juliette llorando y Zoé ocultando el rostro en un pañuelo y Zélie pensativa. La horizontalidad de los dos precipicios del fondo y de las nubes se contrapone con la verticalidad de los personajes. 
|  |  |

La perspectiva viene dada por el claroscuro, los diferentes planos en los que se distribuyen las figuras y su superposición y el fondo con los acantilados que se alza detrás de los personajes. 
La línea del horizonte está por encima de las cabezas de los asistentes al entierro, a 1 /7 partes del cuadro. No hay una simetría clara. La estructura compositiva de la tela tiene su centro en la acción que tiene lugar en la única obertura existente en la línea de los acantilados.
La luz es barroca, inspirada ligeramente en Caravaggio. Busca contrastes entre el primer plano, donde está el ataúd y los religiosos que hacen la ceremonia, y la franja de personajes vestidos de negro. La luz no se utiliza para acentuar el dramatismo de los personajes, sino para dar corporeidad y volumen a los cuerpos. En el cuadro domina una luz crepuscular que acentúa la soledad del paisaje.
Utiliza una gama cromática muy reducida para aumentar el dramatismo de la escena. Predomina el color negro y el blanco, también hay rojos en las togas y los birretes de los maceros, en los que se ve la influencia de Velázquez y Zurbarán. El color blanco predomina en las personas y en los objetos del primer plano, como la serie de pequeñas manchas blancas (de los pañuelos, las toquillas, los cuellos de las camisas y del perro) que se expanden por todo el cuadro. Junto a estos colores predominan una serie de tonos ocres-terrosos y verduscos del paisaje que dan uniformidad al cuadro. Por lo tanto, estamos viendo que Courbert reacciona contra el romanticismo y el idealismo clásico.

### Construcción geométrica
La pintura de Courbet obedece a una construcción geométrica:
- En primer lugar, si se sigue la línea formada por los acantilados del fondo y los pies de la gente en el primer plano (línea azul), muestra que los «cielos», llenos de espiritualidad a través de Cristo (que continúa siendo el espíritu de los muertos según la religión cristiana), se opone a la «tierra» donde se encuentra la fosa y el cuerpo físico será enterrado.

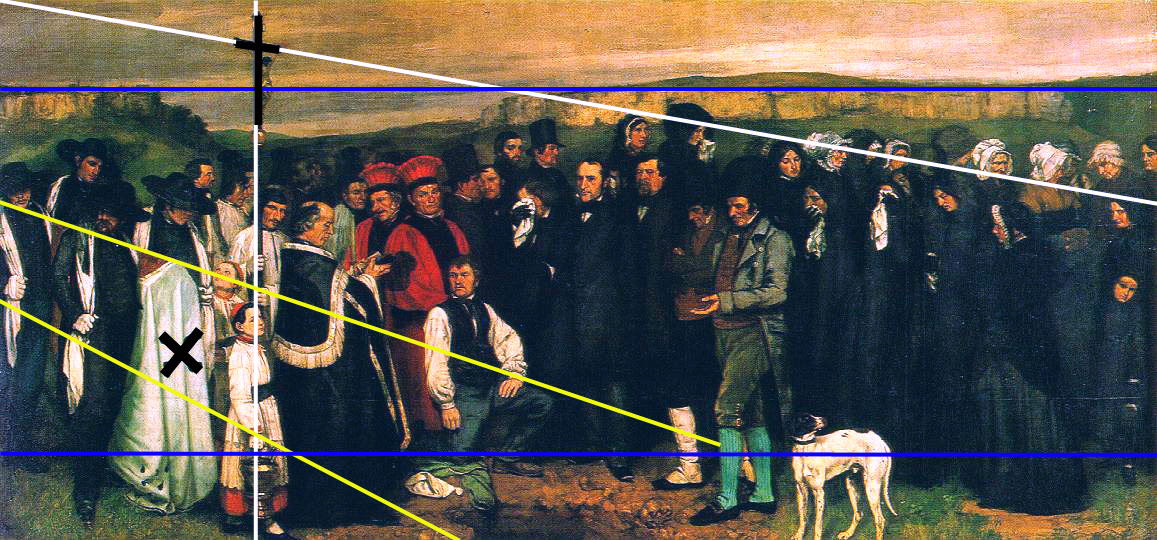
Composición geométrica en el Entierro en Ornans.

- Por otro lado, el ataúd se inclina a lo largo de la diagonal del rectángulo formado por el horizonte y el borde inferior de la tela (línea amarilla). El ataúd está inclinado con la misma orientación que el brazo horizontal de la cruz y si se alarga la diagonal, se descubre que «se hunde» en el sacristán y en el lugar destinado a ser enterrado el fallecido.
- Finalmente, el alargamiento de los brazos de la cruz (línea blanca), muestra una diagonal que cruza el cielo por encima de la multitud. También se distingue un eje que va desde el suelo, «tierra» al «cielo»: pasa a través del vaso del agua bendita, agua con la que el sacerdote puede bautizar, por el corazón del niño, que ha recibido el sacramento de la comunión, el portador de la cruz que ha recibido el sacramento del matrimonio y por fin el crucifijo y el cuerpo de Cristo. Courbet, representó el viaje de la vida mediante los sacramentos cristianos, desde el nacimiento hasta la muerte, y también la vida después de la muerte. La cruz del crucifijo y la cruz dibujada con los huesos en la tela que cubre el ataúd (resaltado en negro) forman dos cruces oscuras, claramente visibles sobre el fondo claro: el símbolo de la religión cristiana se opone a un símbolo de los francmasones.

### Personajes
Los 27 personajes eran todos habitantes de Ornans que Courbet hizo posar en su taller. Los representó, como se hacía en aquellos tiempos dentro de los templos separados los hombres en la parte izquierda y las mujeres en la derecha. Los hombres se encuentran vestidos de negro y muchos de ellos con sombrero de copa. Las mujeres, tienen sobre sus cabezas cofias blancas con capuchas negras, muchas de ellas sostienen un pañuelo blanco en su mano para llorar al muerto. A partir de datos de los archivos municipales y de actas notariales, los historiadores han podido dar nombre a gran parte de todos los personajes.
Los cuatro portadores: están vestidos con guantes blancos, ropa de color negro y grandes sombreros con los bordes redondeados. Cargan con el féretro que está tapado por una sábana blanca y giran la cara hacia el lado contrario (era costumbre exponer el cuerpo durante algunos días antes del funeral y el olor, fue representada así por el artista). (1) Era posiblemente un zapatero artesano, (2) un agricultor propietario, (3) un músico (que también se encuentra en la obra Después de la cena en Ornans), (4) y un propietario. Los dos últimos personajes eran amigos de Courbet.
Los cinco sacristanes: que se encuentran detrás del sacerdote, a la izquierda del ataúd y vestidos de blanco. (7) Uno de los es el que lleva la cruz y es un viticultor. Los otros dos (5) y (6) son, respectivamente, un músico y un zapatero artesano. El grupo de los sacristanes está conectado al cielo a través de la cruz, que supera la multitud y los acantilados del fondo.
Los dos monaguillos: el primero (8) mira hacia un personaje portador, que le toca el gorro. El segundo (9), en el primer plano es el que sostiene el jarro del agua bendita.
El sacerdote: (10) vestido con gran pompa para el funeral y lectura de los textos de su breviario (libro litúrgico que contiene las oraciones que se han de leer diariamente por los sacerdotes) que sostiene en su mano. Se encuentra delante de los revolucionarios del otro lado de la fosa. Los laicos: son los empleados de la iglesia secular, que garantizan el buen desarrollo de las ceremonias religiosas. El de la izquierda (11) es un enólogo, mientras que el situado en la derecha (12) es un humilde zapatero. El color rojo de sus vestidos y los sombreros hacen la sensación que vengan directamente de un cuadro de la Edad Media, sin embargo, se encontraron en la sacristía de la iglesia de Ornans uno de estos sombreros.

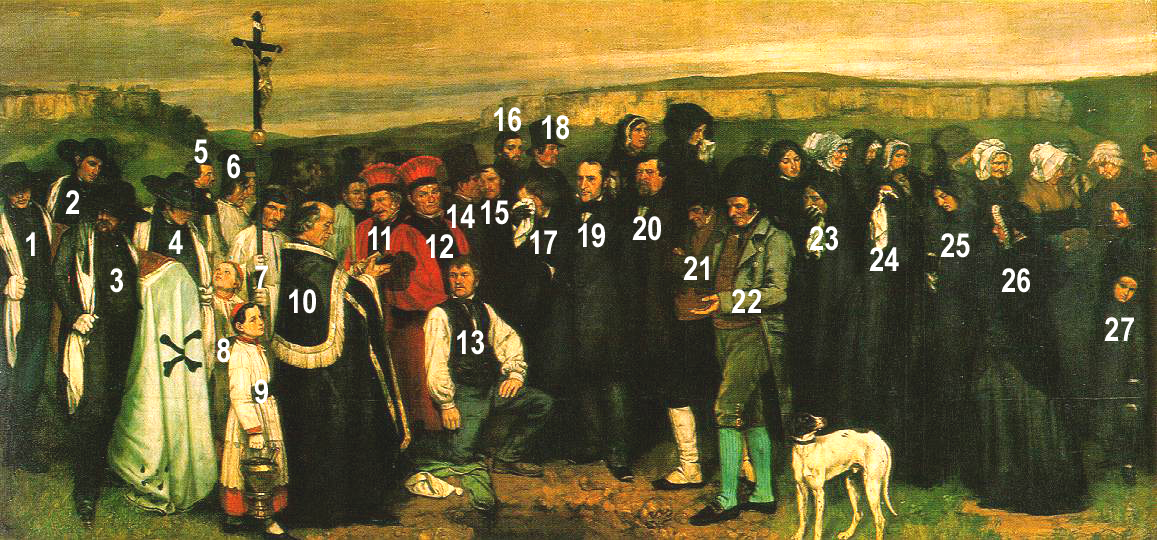
Personajes.

El sepulturero: (13) Anthony Joseph Cassard, hijo de un zapatero y que era un campesino, apoyó su chaqueta y gorro de lana al borde del hoyo que había cavado como se aprecia por el color de la tierra. Está esperando la llegada del féretro y tiene una rodilla hincada en el suelo. Sus ojos se encuentran en la mitad de la altura de la pintura y está con la cabeza girada hacia el grupo de oficiantes, nos traslada al mundo espiritual de la ceremonia, el resto de su cuerpo nos lleva hacia la parte inferior del mundo y la realidad: el entierro del cadáver.
El grupo de los hombres: en primer plano los dirigentes burgueses, (14) un juez, (15) el alcalde Ornans Prosper Teste, (17) la mujer de la parte central de la pintura se cree que la viuda del muerto, (19) un comerciante rico, (20) un abogado amigo de Courbet. Al fondo se encuentran dos amigos de la infancia del pintor (16) un jubilado soltero y (18) un burgués.
Los revolucionarios: llevan un vestido usado por los revolucionarios entre 1792 y 1793 (durante la Primera República Francesa). La fecha de la pintura es del 1849 y Courbet fue testimonio de la llegada de la Segunda República Francesa del 1848. El primero (21) tiene unas medias blancas y el segundo en el primer plano (22) las medias verdes-azules. La mano extendida hacia la tumba, parece oficiar al mismo tiempo que el sacerdote que se encuentra delante de él. Representa con esto la incongruencia entre la República y la Iglesia, es también, así mismo, el compromiso político de Courbet que fue un partidario de la Comuna de París en 1871.
El grupo de mujeres: encabeza el séquito las representantes de las mujeres de la familia de Courbet. Su madre (23) y tres de sus hermanas (24) , (25) y (26). La niña (27) al extremo derecho de la pintura es una sobrina del artista.

## Función y significado de la obra
El objetivo de Courbet al pintar este cuadro era plasmar un acontecimiento social, como lo es un entierro. El pintor era plenamente consciente que el reproducir los hechos tal como son, se convertía en una denuncia y en un acto provocativo, pero era la realidad y nadie podía cambiarla.

La coronación de Napoleón obra de Jacques-Louis David tiene cierto parecido con la composición del Entierro en Ornans de Courbet.

La obra Entierro en Ornans fue presentada en el Salón de París de 1850 como «las columnas de Hércules del Realismo», cuando, a pesar de ser premiada con la segunda medalla, fue mal recibida por los críticos indignados, al ver un trabajo de una medida tan grande (6.68 x 3,15 metros) que representara una «anécdota popular» con tanta seriedad. El formato de panorámico estaba en aquel tiempo reservado para las grandes escenas históricas, mitológicas o religiosas. La composición de la pintura recuerda a La coronación de Napoleón, del pintor Jacques-Louis David.
El haberse atrevido a cuestionar la jerarquía de los géneros, sorprendió a los críticos, para la mayoría de ellos, la pintura de Courbet fue considerado como un arte «socialista». Las reacciones fueron violentas: ¿Cómo es posible pintar gente tan horrible? se preguntaba al público en un dibujo de Honoré Daumier. La crítica describió los personajes como caricaturas despreciables inspirando la repugnancia y provocando la risa. Según Delacroix: Esto ya no es una fiesta para los ojos, sino que es el entierro del romanticismo. Otros dijeron: ¡Oh, que gente más fea! ¡Cuando se hacen así como serán... al menos tendrían que tener el derecho de no ser pintados!; El Watteau feo; Parece que su pincel se deleita en la imitación sistemática de la naturaleza trivial y horrible, que sus preferencias se dirigen a estas deformidades grotescas en toda su fealdad.
La pintura, dada la proliferación de estas críticas, fue rechazada en la Exposición Universal de 1855. Courbet financió con sus medios su propia exposición justo delante de la Exposición, y presentó un conjunto de cuarenta de sus pinturas que expresaban su realismo. Para esta muestra el pintor mandó imprimir un catálogo donde asumía el término de «pintor realista», dando lugar de esta manera al nacimiento oficial del realismo.

## Antecedentes e influencias posteriores
A los veinte años Courbet se trasladó a París, donde frecuentó el Museo del Louvre y copió a los maestros holandeses, Hals y Rembrandt, así como a Tiziano y Tintoretto. Igualmente recibió la influencia de la escuela española (Velázquez, Zurbarán, Ribera y Murillo) y de los maestros de Barbizon (Millet, Rousseau). De esta manera aprendió a prestar atención a los detalles más ínfimos de la naturaleza. La obra de estos pintores le influyó bastante, lo cual se refleja en esta obra. Courbet demostró la validez de la escena vulgar en una época en que lo que se buscaba era «la belleza ideal», su pasión por la objetividad y por la necesidad de plasmar en su pintura el realismo puro, fue compartida después por la generación de los pintores impresionistas los cuales descubrieron la acción de la luz como la verdad óptica, con el desafío a lo que había sido la pintura hasta ese momento, como Courbet había sido el primero en oponerse a la tradición de su época.
Junto a Courbet el movimiento realista dentro de la pintura francesa, estaba representado por otros dos artistas Honoré Daumier y Jean-François Millet, que se distinguieron por sus obras realistas a favor de los trabajadores más humildes. Daumier en su obra El vagón de tercera clase, realizado con colores ocres oscuros, presenta a gente sencilla en una actitud cotidiana como en el Entierro en Ornans.

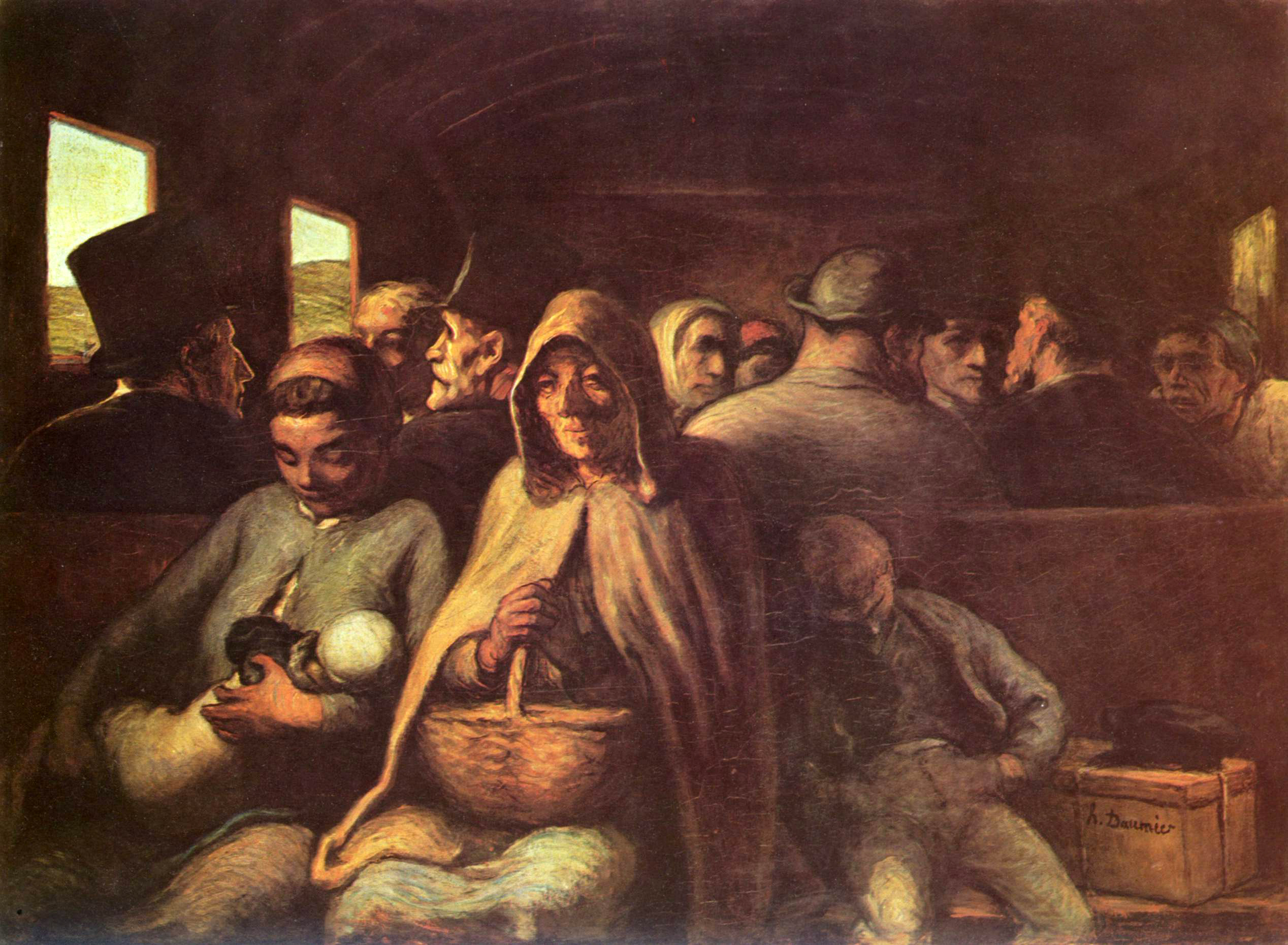
El vagón de tercera clase de Honoré Daumier
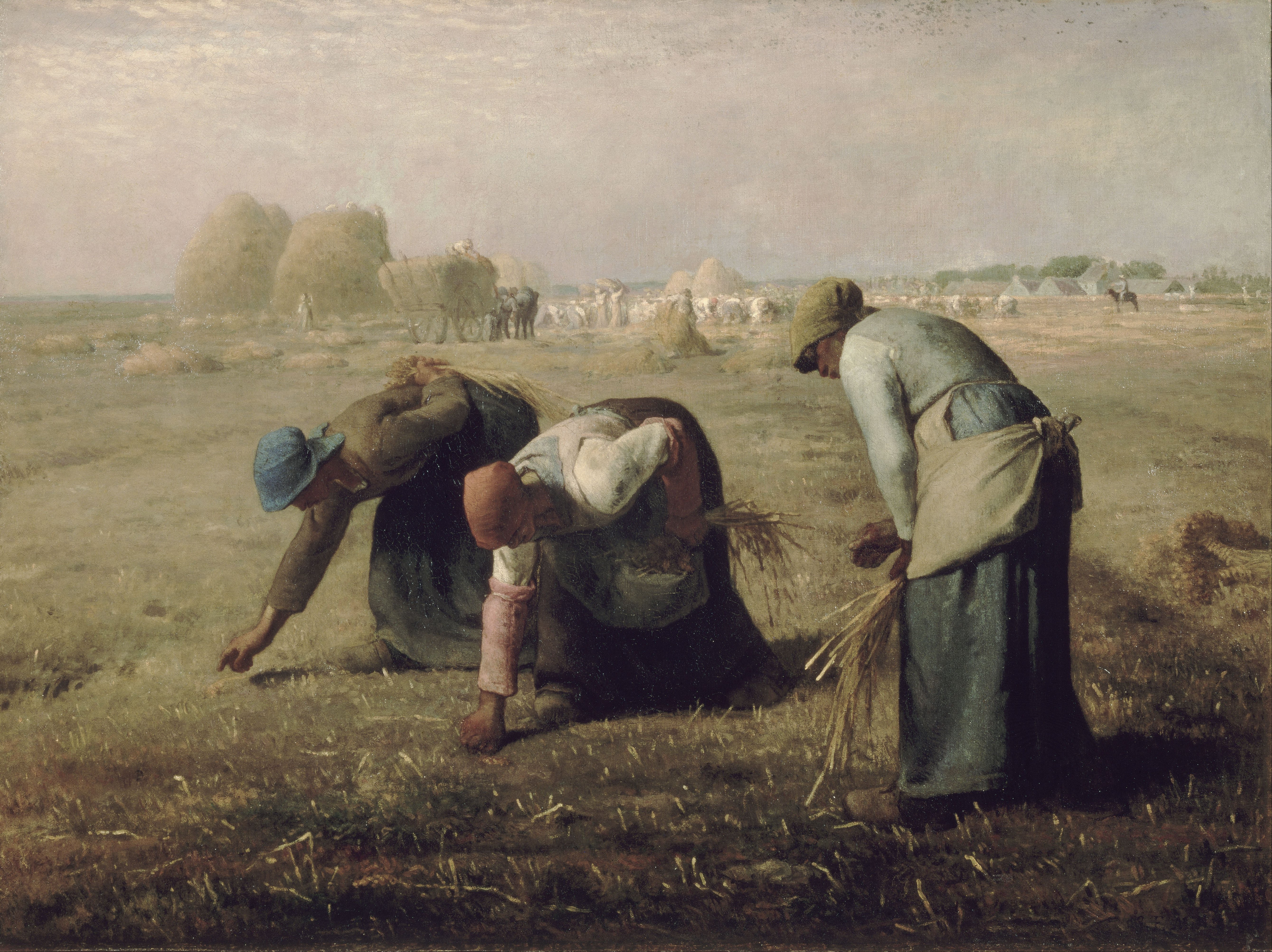
Las espigadoras de Jean-François Millet
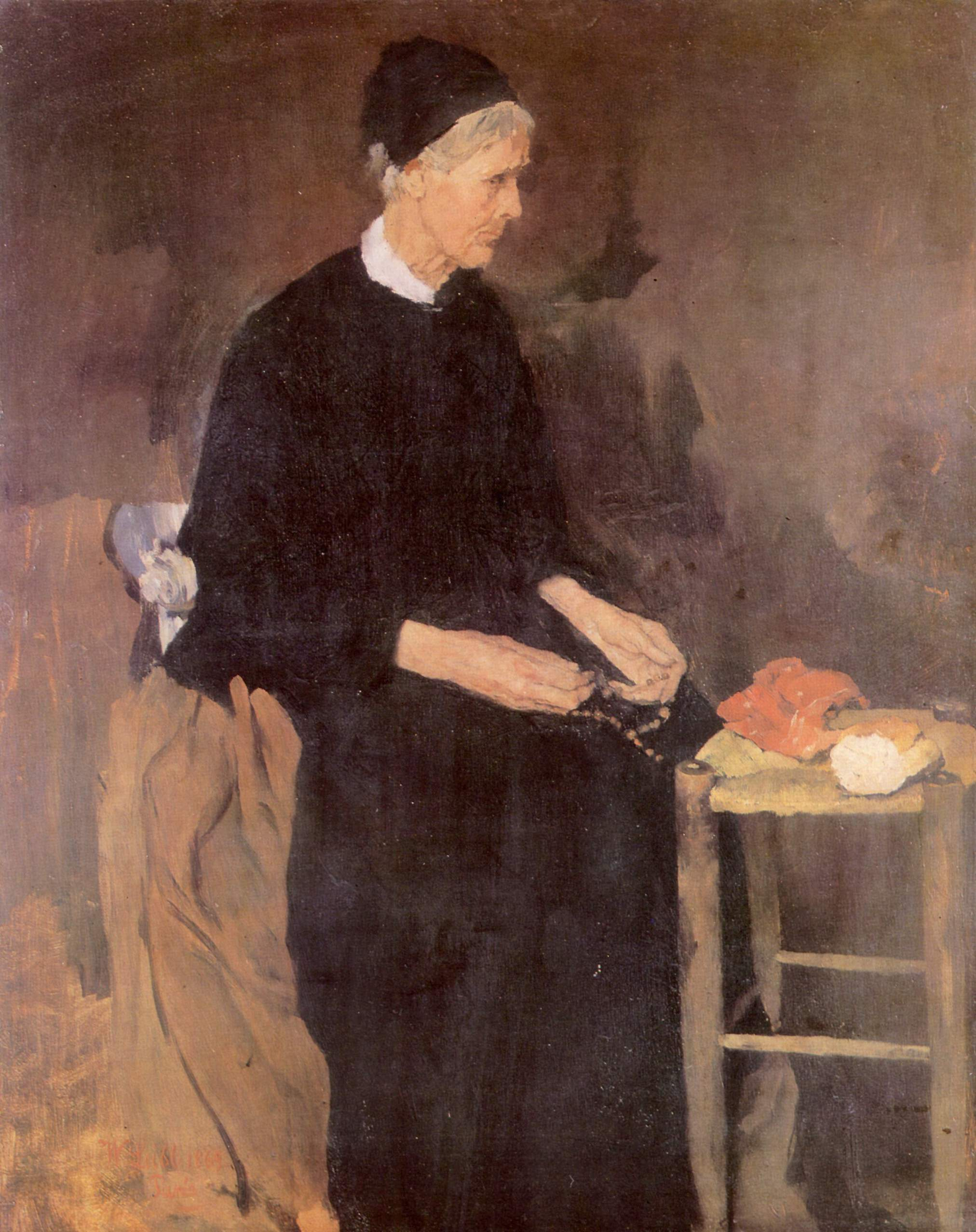
Vieja parisiense de Wilhelm Leibl
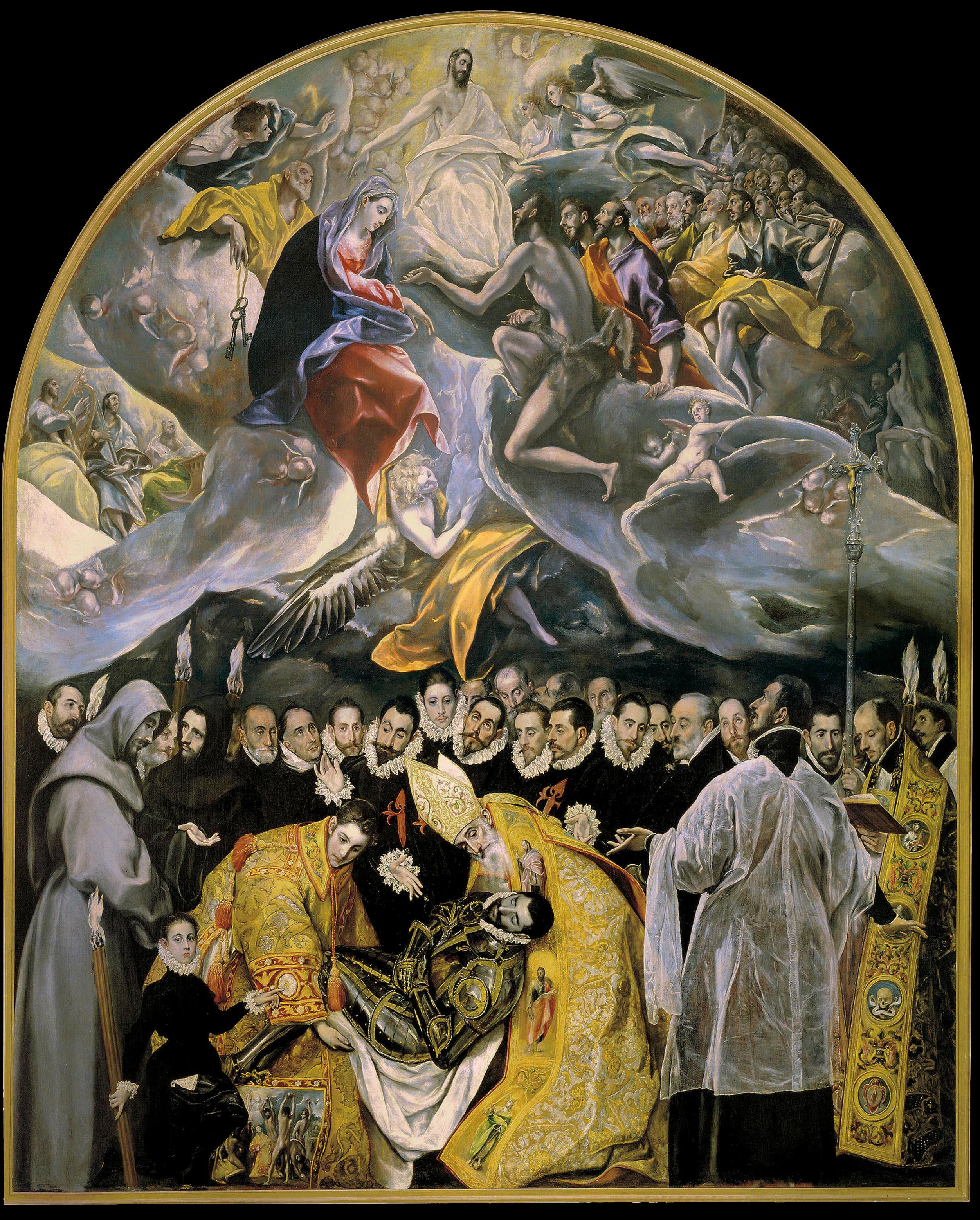
El entierro del conde de Orgaz de El Greco

Millet de origen rurual igual que Courbet, presentó en su obra un carácter social principalmente con la temática del trabajador del campo, a los que representaba con un sentimiento resignado pero demostrando un tono de denuncia social con su trabajado duro y su gran pobreza. Recibió como Courbet críticas de ser un «pintor socialista»:

¿Pero por qué el señor Millet nos ofrece estos trabajadores enfermizos y sufrientes? A su admiración comprometida, unos ciertos críticos han llegado a ver en su obra la personificación del proletario moderno.

El pintor alemán Wilhelm Leibl, conoció a Courbet el año 1869 en Múnich, impresionado por su pintura se trasladó a París donde realizó la obra Vieja parisiense (1870) y más tarde Tres mujeres en la iglesia (1878), con clara inspiración de la pintura de género de Gustave Courbet.
Se ha establecido por parte de la historiadora de Arte Linda Nochlin, una comparación entre la obra de Courbet y El entierro del Conde de Orgaz realizado por El Greco entre 1586 y 1588; en ambas obras se establece dos espacios, el superior como parte celestial y el inferior como parte terrenal donde se personifica la escena material de la pintura. Aunque en la obra de Courbet la parte superior sólo tiene el crucifijo, porque según explicó el pintor: «No puedo pintar un ángel porque nunca he visto ninguno».

## Cronología de la obra
- 1849 - Fue pintada por Gustave Courbet con personajes reales.
- 1850 - Exposición de la obra en Ornans, Besançon, Dijon y finalmente en el Salón de París.
- 1877 - Su propietaria fue la hermana del autor, Juliette Courbet.
- 1881 - Juliette Courbet la donó al estado francés, quien la atribuyó al Museo del Louvre.
- 1882 - Hasta el año 1986 se conservó en el Museo del Louvre.
- 1986 - A partir de este año se muestra en el Museo de Orsay en París.[19]